# Hülscheid (Neunkirchen-Seelscheid)
Hülscheid ist ein Ortsteil der Gemeinde Neunkirchen-Seelscheid im Rhein-Sieg-Kreis.

## Lage
Hülscheid liegt auf den Hängen des Bergischen Landes. Nachbarorte sind Birkenfeld im Westen, Brackemich im Norden, Hasenbach im Osten und Krawinkel im Süden.

## Geschichte
Das Dorf gehörte bis 1969 zur Gemeinde Neunkirchen.
1830 hatte Hoelscheidt 126 Einwohner. 1845 hatte das Dorf 135 katholische Einwohner in 24 Häusern. 1888 gab es 125 Bewohner in 29 Häusern.
1901 wohnten in Hülscheid 94 Personen. Neben den Ackererfamilien Eischeid, Franken, Hoscheid, Köndgen, Kurtenbach (6), Roland, Schröder und Steimel sind folgende Berufe verzeichnet: Hufschmied Conrad Arnolds, Schuster Peter Himpeler, Handelsmann Peter Himpeler, Schuster Wimar Klein, Maurer Peter Josef Köchner, Schuster Heinrich Merten, Stellmacher Peter Wirtz und Kurzwaren-Händler Sebastian Wirtz.